# Ismail Ould Bedde Ould Cheikh Sidiya
Ismail Ould Bedde Ould Cheikh Sidiya (Boutilimit, 17 de março de 1961) é um político mauritano que foi 15.º primeiro ministro da Mauritânia de 5 de agosto de 2019 a 6 de agosto de 2020. Também chefiou o Ministério da Habitação, Planejamento Urbano e Desenvolvimento Regional de 2009 a 2014, além de ter ocupado o cargo de presidente da Zona Francesa de Nouadhibou, no regime do ex-presidente Mohamed Ould Abdel Aziz. Ele foi um dos membros fundadores do partido União para a República.

## Carreira
Sidiya nasceu em Boutilimit e é formado em engenharia pela Central School de Paris, realizando seus estudos de graduação entre Toulouse e Paris.
Sidiya iniciou sua carreira como chefe do Departamento de Estudos e Programação da Empresa Nacional de Mineração e Indústria (SNIM) e Gerente Geral da CompuNet. Ele se tornou o Gerente Geral do Departamento de Pesquisa da ETASCO antes de se tornar coordenador do projeto de restauração da cidade de Boutilimit. Foi o diretor geral da agência governamental encarregada da reconstrução da cidade de Tindame, depois da cidade ter sido lavada pelas chuvas torrenciais em 2008. Ele atuou como Ministro da Habitação, Urbanismo e Desenvolvimento Regional de 2009 a 2014, além de ser presidente da Zona Francesa de Nouadhibou.
Em 3 de agosto de 2019, Sidiya foi designado como primeiro-ministro da Mauritânia pelo presidente Mohamed Ould Ghazouani, pelo qual Sidiya havia feito campanha na região de Gorgol. Alguns observadores criticaram sua nomeação, afirmando que seria uma continuação do antigo sistema.
Em 2010, como ministro da Habitação, Planejamento Urbano e Desenvolvimento Regional, Sidiya afirmou que o problema da habitação era exacerbado pela desigualdade econômica e que a falta de moradia era o fator mais premente na pobreza e exclusão. Ele afirmou que a Mauritânia tinha um plano para remover distritos periféricos de Nouakchott, capitais regionais e cidades do interior para permitir que os pobres acessassem recursos, embora ele não tenha declarado como isso seria feito.